# 一条優美
優美（ゆうみ、1986年8月17日 - ）は、東京都出身のタレント。血液型O型。マンモスプロ所属。本名は非公開。
2010年、一条優美から優美に改名。2020年1月22日に結婚したことを、自身のInstagram公式アカウントで公表した。

## 出演

### 映画
- 湾岸フルスロットル1（2008年） - サオリ役
- 湾岸フルスロットル2（2008年） - サオリ役

### CM
- 飯田産業

### テレビ
- 獣装機攻ダンクーガノヴァ（アニマックス、2007年）
- ジャッキー・ウーの【奥様は夢気分】（TOKYO MX、2007年）
- 激☆音ボケ（TOKYO MX、2009年 - 2010年）
- 激☆音ボケ plus （TOKYO MX、2010年 - 2011年）
- 幻夜（WOWOW、2010年）
- ミッドナイト、なう。（BS日テレ・SPEEDチャンネル、2011年） - ミッドナイトシスターズとして
- おとぼ家の夜（TOKYO MX、2011年4月4日 - 2011年9月26日）
- OTOBOKE Bar（TOKYO MX、2011年10月3日 - 2012年9月24日）
- 音ボケPOPS（BS-TBS、2012年10月7日 - 2015年9月20日）

### 舞台
- GO,JET!GO!GO!（2008年） - 真子役
- 日本舞踊 第50回深山流豊扇会（2008年）
- しあわせになろうね（2009年）
- ENDLESS HILLS（2012年）

### ショー
- 東京ミッドタウンファッションショー（2007年）
- Words of Love〜渋谷ガールズパーティ〜（2008年）
- 上海国際博覧会 日本ステージ（2010年）

### イベント
- ジュビロ磐田マスコットガール（2006年 - 2008年）
- ドラゴンクエスト モンスターバトルスキャナー 関連イベント（2016年 - 2020年） - マイクウーマンゆうみとして

### 雑誌
- L25
- VARIE
- 東京ウォーカー
- カメラマン
- CouponLand
- Gザテレビジョン Vol.15
- わがままファッション ガールズモード Perfect Style

### ウェブ
- グラムハート Glam20
- World Net TV『アジアン魂』
- ドラゴンクエスト モンスターバトルスキャナー「スキャバト情報局」「カリスマTV」（2016年 - 2020年） - マイクウーマンゆうみ 役